# Carpelimus elongatulus
Carpelimus elongatulus, früher Trogophloeus elongatulus, ist ein Käfer aus der Familie der Kurzflügler (Staphylinidae).

## Merkmale
Die Käfer erreichen eine Körperlänge von 2,2 bis 2,5 Millimetern und haben eine schwarzbraune Körperfarbe mit einem etwas dunkler gefärbtem Hinterleib. Der Körper der Tiere ist fast überall gleich breit. Der Halsschild besitzt zwei längliche Eindrücke. Die Deckflügel glänzen kaum und sind nur geringfügig länger als der Halsschild. Die beiden Deckflügel sind weniger lang, als zusammen breit.

## Vorkommen und Lebensweise
Die Art kommt in Nord- und Mitteleuropa sowie teilweise in Südeuropa vor. Die nördliche Verbreitungsgrenze reicht zum Teil bis zum Polarkreis. Im südlichen Europa ist die Art aus Italien und vom Balkan bekannt, in Frankreich tritt sie nur lokal auf. Man findet die Tiere an schlammigen Ufern in verrottendem Pflanzenmaterial, in der Bodenstreu, im Laub, Moos und Ähnlichem und auch in Wiesen an feuchten Stellen. Sie sind sehr häufig und treten das ganze Jahr hindurch auf, auch im Januar und Februar.